# Аншаков, Иван Яковлевич
Иван Яковлевич Аншаков (1930 год — 1993 год) — машинист экскаватора передвижной механизированной колонны № 26 треста «Севводстрой» Главастраханрисстроя, Астраханская область. Герой Социалистического Труда (1971). Заслуженный мелиоратор. Заслуженный строитель РФ (1992).
Трудился трактористом, механиком и машинистом экскаватора в ПМК-26 «Главастраханрисстроя».
Указом Президиума Верховного Совета СССР от 8 апреля 1971 года удостоен звания Героя Социалистического Труда с вручением ордена Ленина и золотой медали «Серп и Молот».
Скончался в 1993 году.